# Vindula virilis
Vindula virilis är en fjärilsart som beskrevs av Hans Fruhstorfer 1912. Vindula virilis ingår i släktet Vindula och familjen praktfjärilar. Inga underarter finns listade i Catalogue of Life.